# Comté d'Indigo
Le comté d'Indigo est une zone d'administration locale située dans le nord de l'État du Victoria en Australie.
Il résulte de la fusion en 1994 des comtés de Rutherglen, de Chiltern, de Yackandandah er de Beechworth.
Le comté comprend les villes et villages de Barnawartha, Beechworth, Chiltern et Rutherglen.